# Les Infidèles (groupe)
Pour les articles homonymes, voir Les Infidèles.
Les Infidèles est un groupe de rock français, né dans les années 1980, dissous en 1997, puis reformé en 2007.

## Carrière

### Succès grandissant
Le groupe se forme dans le Jura  à Lons-le-Saunier autour du trio Jean Rigo à la guitare et au chant, Olivier Derudet à la basse, Jo Matiss à la batterie en 1983. En 1984, ils signent un contrat chez Réflexes, label indépendant de rock français créé par Patrice Fabien, et sortent leur premier 45 tours Fin d'une histoire / Sally distribué par Pathé-Marconi et enregistré, mixé et produit par Patrice Fabien. Un deuxième 45 tours voit le jour la même année qui les fait remarquer : Toutes les nuits, toute ma vie / Mélodie. 
Ils apparaissent ensuite en 1985 sur la compilation des disques Réflexes Réflexes express, enregistrée en concert au Rose Bonbon en compagnie de groupes comme David et ses croquettes, Ici libido, les Désaxés et Ricky Amigos, groupes ayant tous signés sur le label de Patrice Fabien. Les Infidèles y interprètent Je suis venu te dire que je m'en vais de Serge Gainsbourg et Jennie. Une autre compilation Réflexes sort la même année où l'on retrouve aussi les Infidèles.  
Cette même année, le trio sort un mini album enregistré en public au Rose Bonbon toujours chez Réflexes où on retrouve les titres Juste une envie, Fin d'une histoire, Jennie, Je suis venu te dire que je m'en vais, Mal de vivre. Le groupe se fait ainsi mieux connaître et leurs prestations scéniques toujours bourrées d'énergie leur assurent une solide réputation.  
Le groupe connaît ensuite une période plus difficile à la suite de la faillite de Réflexes en 1986.  
Il faut attendre 1989 pour qu'ils signent un nouveau contrat avec Tréma et produisent avec Anne-Françoise "Annette" Bailly aux claviers, l'album Rebelle, dont le single Mon héroïne connaît un certain succès (leur premier) en 1989, mais c'est surtout avec le deuxième titre extrait, baptisé Rebelle à l'instar de l'album, que les Infidèles connaissent le succès à grande échelle, cette chanson leur ouvrant les portes du Top 50 français (classé no 27, en 1990). Fabrice Ragris remplace en 1991 Annette Bailly après 3 années passées aux claviers.

### Le succès à son apogée
C'est avec leur second album intitulé Héritage (en 1992), produit par l'Anglais John Brand (The Cult, The Ruts) et avec le nouveau clavier Fabrice Ragris, que le groupe atteint son apogée. Le single phare, Les larmes des maux, devient un tube et reste à ce jour leur titre fétiche (23 semaines consécutives de présence dans le Top 50, meilleure place no 9, début 1993). Les Infidèles enchaînent alors les tournées en France et à l'étranger. Puis, en 1994 Mark Opitz (bras droit du groupe Australien INXS) produit Human Way Of Life (H.W.O.L.) à la suite d'une collaboration réussie. Trois titres seront travaillés avec des arrangements d'orchestre écrits par Philippe Jakko.
Alors que le groupe se recompose à la suite du départ d'Olivier Derudet, remplacé par Jean-Cyril Masson, Jean Lamoot (Noir Désir, Alain Bashung) produit leur album Ailleurs, en 1997. Puis le groupe marque une pause. 

### Drame et renouveau
Fabrice Ragris est retrouvé mort dans sa voiture dans la nuit du 18 au 19 janvier 2005, à Beure, à l'âge de 35 ans. Après 8 ans de silence, Jean Rigo, Olivier Derudet et Jo Matiss se retrouvent sur scène pour un hommage à leur ami.   
En 2007, le groupe se reforme autour du trio original et sort un maxi six titres, Cirkus. Les Infidèles enchaînent alors les concerts et séduisent une nouvelle fois leur public.  
Courant 2008, un nouveau projet d'album voit le jour. Structurées autour des trois instruments de base, les nouvelles compositions du groupe livrent un son épuré et puissant, très rock. La sortie officielle de ce nouvel album intitulé Turbulences se fera en juillet 2010. 
En marge des Infidèles, le trio forme aussi un "side project", The Wankers en 2012, groupe de reprises punk-rock et collabore pour ce projet avec François Grimm, ancien guitariste d'Aldebert. L'alchimie opérant bien entre eux, François Grimm intègre les Infidèles comme une évidence, marquant ainsi un changement de line up, une deuxième guitare étant choisie à la place d'un clavier.
En mai 2016, les Infidèles se séparent de leur batteur historique, Jo Matiss (présent dans le groupe depuis 1983). Frédéric Maisier, leur ami de longue date, le remplace. 
Le 14 janvier 2017, les Infidèles, Jean Rigo, Olivier Derudet, François Grimm et Frédéric Maisier, enregistrent en public aux Forges de Fraisans dans une salle comble le premier CD/DVD live du groupe qui sort officiellement en mai de la même année, intitulé, Le cœur des foules. Sur cet album on retrouve les interventions lumineuses de Didier Gris, violon et mandoline (Jane Birkin, Black Water).
Après 6 années de collaboration, François Grimm quitte le groupe avant l'enregistrement du nouvel album studio, Cortex, qui sort le 5 avril 2019 sur le label du groupe Koala Production.
Devant le succès de l'album Cortex auprès des fans du groupe, l'album est réédité avec en bonus le live Au cœur des foules et fait l'objet d'une distribution nationale sur le territoire français. Il est disponible dans tous les points de vente à partir de fin septembre 2019.

## Discographie

### Albums
- 1985 : Compilation Réflexes express
- 1985 : Les Infidèles Mini Album 5 titres
- 1990 : Rebelle
- 1992 : Héritage
- 1995 : Human Way Of Life (ou H.W.O.L.)
- 1997 : Ailleurs
- 2007 : Cirkus
- 2010 : Turbulences
- 2017 : Le cœur des foules (live)
- 2019 : Cortex

### Singles
- 1985 : La fin d'une histoire / Sally
- 1986 : Toutes les nuits, toute ma vie / Mélodie
- 1989 : Mon héroïne / Noir et blanc
- 1990 : Non plus de sang / Bike angels
- 1990 : Rebelle / Billie
- 1992 : Les larmes des maux / Sables mouvants
- 1993 : Comme une chatte (remix) / La vie est ailleurs